# Ian Hislop
Ian David Hislop (Mumbles (Wales), 13 juli 1960) is de hoofdredacteur en deeleigenaar van het Britse satirische tijdschrift Private Eye, een teamcaptain bij de satirische nieuwsquiz Have I Got News For You en scriptschrijver.

## Levensloop

### Achtergrond
Hislop werd geboren in de Welshe county Swansea. Zijn vader was Schots en zijn moeder kwam van Jersey, een eiland in Het Kanaal.
Vanaf vijf maanden oud reisde hij door zijn vaders werk (die civiel ingenieur was) de wereld rond. Als kind woonde hij daardoor in Nigeria, Koeweit, Saoedi-Arabië en Hongkong. Toen Hislop 12 jaar was, stierf zijn vader. Ook zijn moeder stierf toen hij vrij jong was.
Toen hij terugkeerde naar het Verenigd Koninkrijk ging hij naar Ardingly College, een privékostschool, waar hij voor het eerst satire bedreef door in revue-shows te spelen en ze te regisseren. Na deze school ging hij naar de Universiteit van Oxford, waar hij Engelse literatuur studeerde aan Magdalen College. Hij studeerde in 1981 af.
Ian is getrouwd met de in Groot-Brittannië populaire schrijfster Victoria Hislop. Ze trouwden op 16 april 1988 en ze hebben twee kinderen, Emily (1990) en William (1992).

### Carrière

#### Private Eye
In zijn tijd op de universiteit begon en redigeerde hij het blad Passing Wind ("Voorbijgaande wind", maar vooral ook: "een wind laten"), waarin hij Richard Ingrams interviewde, die op dat moment redacteur was van Private Eye. Toen hij afstudeerde ging hij direct bij dat blad werken, en toen Ingrams in 1986 afscheid nam, nam Hislop het stokje van hem over. In een interview met The Independent bleek later dat de schrijvers Peter McKay en Nigel Dempster geprobeerd hebben de grootste aandeelhouder Peter Cook ervan te overtuigen om Hislop niet aan te nemen. Toen Hislop werd aangenomen, ontsloeg hij de twee onmiddellijk.
Als redacteur van Private Eye werd Ian Hislop de vaakst aangeklaagde man in de geschiedenis van de Engelse wetgeving, hoewel hij momenteel minder vaak betrokken is bij lasterzaken.
De bekendste lasterzaak waarbij Hislop en Private Eye betrokken waren betrof de uitgeverij-magnaat Robert Maxwell. Nadat hij de zaak verloor zei Hislop: "I've just given a fat cheque to a fat Czech" ("Ik heb net een vette cheque aan een vette Tsjech gegeven"). Toen hij na een lasterzaak £600.000 schadevergoeding moest betalen aan Sonia Sutcliffe, de vrouw van seriemoordenaar Peter Sutcliffe, zei hij tegen journalisten: "If that was justice then I'm a banana" ("Als dat gerechtigheid is, ben ik een banaan"). In hoger beroep werd het bedrag verlaagd naar £60.000, en ook de aanvallen op Maxwell bleken achteraf gerechtvaardigd, toen er na zijn dood bleek dat hij op grote schaal fraude had gepleegd. In zijn vele rechtszaken heeft Hislop slechts eenmaal gewonnen.

#### Have I Got News For You
Hislop is de enige persoon die in elke aflevering heeft gezeten van Have I Got News For You. Het programma is al vanaf 1990 op televisie. In een van de afleveringen verscheen hij ondanks een blindedarmontsteking, waarvoor hij die hele dag in het ziekenhuis had gelegen en waar hij ook na de opnames weer heen ging. Zijn satirische invalshoek en kennis van de politiek vullen de surrealistische humor aan van de andere teamcaptain, Paul Merton. Uitspraken die weleens zouden kunnen leiden tot een rechtszaak op grond van laster worden door Hislop vaak voorafgegaan door het woord "allegedly" (ongeveer te vertalen met "het schijnt zo te zijn dat..."), hoewel dit hem niet erg geholpen heeft.
Met uitzondering van één aflevering, waarin hij en Merton van plaats (en kledingstijl) wisselden, heeft Hislop altijd op de meest rechtse stoel gezeten (voor de kijkers de meest linkse).

#### Ander televisiewerk
Hislops televisiedebuut was in het praatprogramma Loose Talk op Channel 4 in 1983. Het programma was een kort leven beschoren, en deze ervaring was zo traumatisch voor Hislop, dat hij het in het programma Room 101 liet verdwijnen. Hislop was ook scriptschrijver voor de politieke satireserie Spitting Image in de jaren 80, waarin bekende figuren, vooral politici, werden verbeeld door poppen.
Samen met Nick Newman schreef Hislop de serie Gush voor BBC Radio 4, een satire gebaseerd op de Eerste Golfoorlog. Samen schreven ze ook de satirische sitcom My Dad's the Prime Minister. Deze serie liep niet lang, doordat het geen goede kijkcijfers kreeg.
Hislop heeft ook serieuze televisieprogramma's gepresenteerd, zoals School Rules, een driedelige serie over de geschiedenis van het Britse onderwijs; een aflevering van de serie Who Do You Think You Are?, waarin hij zijn familiegeschiedenis onderzocht; Not Forgotten, een vierdelige serie over personen die verdwenen in de Eerste Wereldoorlog. In januari 2007 werd deze serie vervolgd: in Not Forgotten: Shot at Dawn werd er gekeken naar Britse soldaten in de Eerste Wereldoorlog die werden geëxecuteerd voor zaken als lafheid en desertie. Voor een aflevering van Great Railway Journeys van de BBC, waarvoor hij naar India reisde. In mei 2007 presenteerde hij een programma voor BBC Four genaamd Ian Hislop's Scouting for Boys, over het boek Scouting for Boys van Robert Baden-Powell, die de scouting inspireerde.
Voor Radio 4 schreef en presenteerde hij enkele programma's over belastingopstanden, vrouwelijke psalmencomponisten, scouting en de beschermheiligen van de Britse Eilanden. In 2007 werd hij de eerste en enige persoon die ooit tweemaal als gast verscheen in Room 101.
In 2003 verscheen hij in een lijst van The Observer als een van de 50 leukste acts in de Britse komedie.